# Ungual

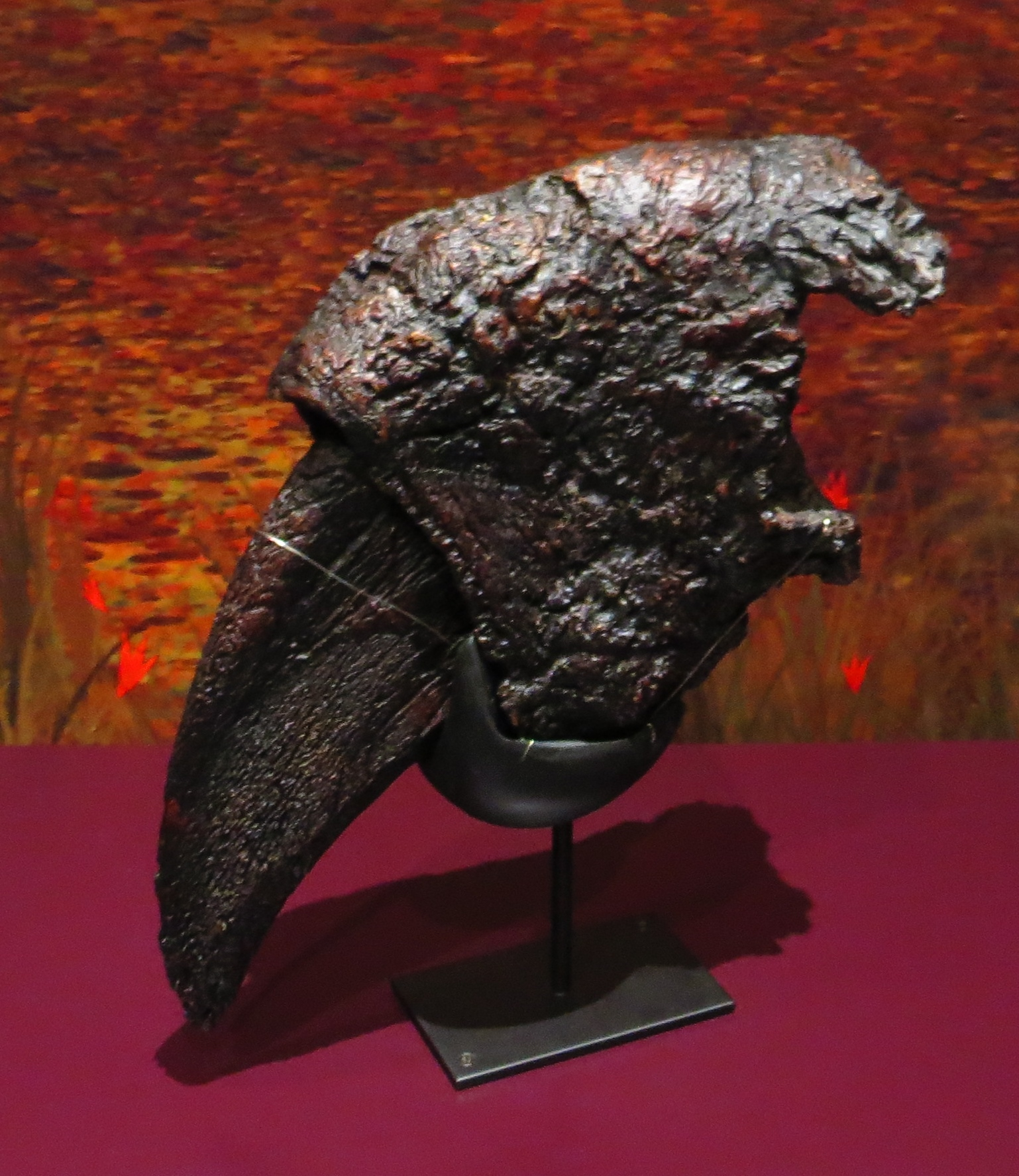
Un ungual du Paresseux terrestre Eremotherium

Un ungual (du latin unguis, c'est-à-dire un ongle) est un os d'orteil distal hautement modifié qui se termine par un sabot, une griffe ou un ongle. Les éléphants et les ongulés ont des phalanges unguéales, tout comme les sauropodes et les dinosaures à cornes. Une griffe est une phalange unguéale hautement modifiée.
En tant qu'adjectif, ungual signifie lié à l'ongle, comme dans periungual (autour de l'ongle).